# كونور شو
كونور شو (بالإنجليزية: Connor Shaw)‏ هو لاعب كرة قدم أمريكية أمريكي، ولد في 19 سبتمبر 1991 في فلويري برانش في الولايات المتحدة.

## وصلات خارجية
- كونور شو على موقع مرجع كرة القدم المحترفة.كوم (الإنجليزية)
- كونور شو على موقع كلية كرة القدم في سبورتس رفرنس.كوم (الإنجليزية)